# Gazellen
Gazellen (geslachten Gazella, Eudorcas en Nanger) vormen een groep hoefdieren uit de onderfamilie der echte antilopen (Antilopinae). Er zijn ongeveer vijftien soorten, waaronder de thomsongazelle. De naam gazelle komt van het Arabische woord ghâzal, dat verwijst naar de bevalligheid van het dier. Gazellen spelen een belangrijke rol in verschillende religies en in legendes.

## Kenmerken
Gazellen zijn sierlijke dieren, met dunne poten, een lange hals en gedraaide hoorns. De vachtkleur is meestal zandkleurig of rossig met een witte onderzijde. 

## Leefwijze
Ze leven vaak in kuddes en eten het liefst ruwe, makkelijk verteerbare planten en bladeren.

## Verspreiding en leefgebied
Ze komen voor in de drogere graslanden, steppen, savannes en woestijnen van Afrika, Arabië en Zuidwest- en Centraal-Azië tot in India.

## Taxonomie
De gazellen worden meestal allemaal in het ene geslacht Gazella geplaatst, maar vanaf de jaren negentig begon duidelijk te worden dat dit geen monofyletische groep was. Als resultaat daarvan zijn de geslachten Eudorcas en Nanger, waartoe enkele van de bekendste gazellen behoren, van Gazella afgesplitst. Ook nu nog is Gazella waarschijnlijk geen monofyletische groep. Er zijn drie groepen soorten binnen het geslacht, die waarschijnlijk twee monofyletische geslachten vormen.

## Soorten
De systematiek van de gazellen is verward; veel soorten worden door andere bronnen als ondersoorten beschouwd en omgekeerd. Tegenwoordig leven er nog 19 soorten. Één soort is uitgestorven: de Noord-Algerijnse gazelle. Met de meeste andere soorten gaat het slecht; alleen de Indische gazelle is helemaal veilig.
- Geslacht Eudorcas
  - Eudorcas albonotata
  - Koringazelle (Eudorcas rufifrons)
  - Noord-Algerijnse gazelle (Eudorcas rufina)†
  - Thomsongazelle (Eudorcas thomsonii)
  - Eudorcas tilonura
- Geslacht Gazella
  - G. subguttorosa-groep
    - Indische gazelle (Gazella bennettii)
    - Edmi, Edmigazelle of Cuviergazelle (Gazella cuvieri)
    - Duingazelle (Gazella leptoceros)
    - Arabische zandgazelle (Gazella marica)
    - Kropgazelle (Gazella subgutturosa)

  - G. dorcas-groep
    - Dorcasgazelle (Gazella dorcas)

  - G. gazella-groep
    - Arabische gazelle (Gazella arabica) (drie ondersoorten, de Farasangazelle, G. a. arabica, Neumanns gazelle, G. a. erlangeri, en de Bilkisgazelle, G. a. bilkis, zijn lange tijd als aparte soorten gezien)
    - Berggazelle of Edmigazelle (Gazella gazella)
    - Spekes gazelle (Gazella spekei)
- Geslacht Nanger
  - Damagazelle (Nanger dama)
  - Grantgazelle (Nanger granti)
  - Nanger notatus
  - Nanger petersii
  - Soemerringgazelle (Nanger soemmerringi)

De volgende soorten worden ook wel als "gazellen" aangeduid:
- Geslacht Ammodorcas
  - Dibatag of lamagazelle (Ammodorcas clarkei)
- Geslacht Litocranius
  - Gerenoek of giraffegazelle (Litocranius walleri)
- Geslacht Procapra
  - Mongoolse gazelle (Procapra gutturosa)
  - Tibetgazelle (Procapra picticaudata)
  - Chinese steppegazelle (Procapra przewalskii)